# Вилькишкяйское староство
Вилькишкяйское староство (лит. Vilkyškių  seniūnija) — одно из 5 староств Пагегского самоуправления Таурагского уезда Литвы. Административный центр — местечко Вилькишкяй.

## География
Расположено на западе Литвы, в восточной части Пагегского самоуправления, в Каршувской низменности. На западе Вилькишкяйское староство пересекает одноимённый кряж.
Граничит с Лумпенайским староством на западе, Лауксаргяйским и Таурагским староствами Таурагского района — на севере, Вешвильским староством Юрбаркского района — на востоке, и Неманским районом Калининградской области России — на юге.

## Население
Вилькишкяйское староство включает в себя местечко Вилькишкяй, 24 деревени.